# Sirajuddin de Perlis
Tuanku Syed Sirajuddin ibni Almarhum Tuanku Syed Putra Jamalullail (Arau, 17 de mayo de 1943) es el séptimo y actual Raja de Perlis, reinando desde el 17 de abril de 2000. Se desempeñó como el duodécimo Yang di-Pertuan Agong de Malasia del 13 de diciembre de 2001 al 12 de diciembre de 2006.

## Primeros años
Tuanku Syed Sirajuddin nació en Arau, Perlis, el segundo de diez hijos de Almarhum Tuanku Syed Putra Jamalullail y Tengku Budriah binti Almarhum Tengku Ismail. Estudió en la Arau Malay School hasta el segundo grado, luego, a partir del 5 de enero de 1950, continuó su educación primaria en la escuela primaria Wellesley en Penang, seguida de la escuela primaria Westland hasta finales de 1955. Tuanku Syed Sirajuddin comenzó su educación secundaria en la escuela libre de Penang en 9 de enero de 1956 y más tarde se fue a Inglaterra para estudiar en la Wellingborough School durante cuatro años hasta 1963. Se formó como oficial cadete en la Royal Military Academy en Sandhurst, Inglaterra, desde enero de 1964 hasta diciembre de 1965.

## Trayectoria
A su regreso de Inglaterra, Tuanku Syed Sirajuddin sirvió en el Ministerio de Defensa de Malasia. Su primer puesto fue como segundo teniente en el 2.º Regimiento del Cuerpo de Reconocimiento de Malasia (12 de diciembre de 1965). En 1966, fue transferido a Sabah y luego a Sarawak en 1967. Luego sirvió en Pahang durante varios años hasta que renunció el 31 de diciembre de 1969 para regresar a Perlis. Fue ascendido al rango de teniente en diciembre de 1967.
En 1970, volvió a servir en las fuerzas armadas, como Capitán del Ejército Territorial Local desde el 16 de noviembre de 1970 hasta el 1 de octubre de 1972. Fue ascendido a Mayor el 1 de octubre de 1972. Actualmente es el Comandante del Regimiento 504 del Ejército. Unidad de Reserva con el grado de Coronel.
Tuanku Syed Sirajuddin fue elegido el 12.º Yang di-Pertuan Agong de Malasia el 13 de diciembre de 2001. Esto fue antes de lo esperado porque el Sultán de Selangor y el anterior 11.º Yang di-Pertuan Agong, Almarhum Sultan Salahuddin Abdul Aziz Shah Al-Haj ibni Almarhum El sultán Sir Hisamuddin Alam Shah Al-Haj, murió el 21 de noviembre de 2001, mientras que su mandato debería haber terminado en 2004. El mandato de Tuanku Syed Sirajuddin finalizó el 12 de diciembre de 2006.